# Calymmodon mnioides
Calymmodon mnioides är en stensöteväxtart som beskrevs av Edwin Bingham Copeland. Calymmodon mnioides ingår i släktet Calymmodon och familjen Polypodiaceae. Inga underarter finns listade.